# Dossaz
Dossaz, Dassa o Dusatz (in croato Dužac) è un isolotto disabitato della Croazia situato a sudovest dell'isola di Isto.
Amministrativamente appartiene alla città di Zara, nella regione zaratina.

## Geografia
Dossaz si trova a sud dell'ingresso meridionale della bocca di Scarda (Škardska vrata), 1,45 km a sudovest dell'isola di Isto e 2,5 km a sud-sudest di Scarda. Nel punto più ravvicinato, punta Darchio (Artić) nel comune di Brevilacqua, dista dalla terraferma 30 km.
Dossaz è un isolotto di forma allungata, orientato in direzione ovest-est e più stretto nella parte occidentale, che misura 230 m di lunghezza e 85 m di larghezza massima nella parte orientale. Ha una superficie di 0,0134 km² e uno sviluppo costiero di 0,493 km. A est, raggiunge un'elevazione massima di 7 m s.l.m..

### Isole adiacenti
- Sorelle (Sestrice), coppia di piccoli isolotti situati 520 m a nordovest di Dossaz.
- Vodegna (Vodenjak), isolotto a forma di otto situato 960 m a nord di Dossaz.
- Scoglio Funestrara[14][15] (hrid Funestrala), piccolo scoglio irregolare situato 575 m a est di Dossaz e 1,15 km a sud-sudest di Vodegna. È lungo 50 m[16] e largo 30 m[17]. Ha una superficie di 554 m²[3]. 44°15′08.2″N 14°44′39.5″E
- Galiola[1][18] (Galiola), piccolo scoglio irregolare situato 650 m a sud di Dossaz e 1,12 km a ovest di Oliveto. È lungo 65 m[19] e largo 55 m[20]. Ha una superficie di 1339 m²[3]. 44°14′46″N 14°44′17.5″E

### Cartografia
- (HR) Mappa topografica della Croazia 1:25000, su preglednik.arkod.hr.